# 刘三堂
刘三堂（1950年—），内蒙古清水河县人，汉族，中华人民共和国政治人物、第十一届全国人民代表大会内蒙古地区代表。
毕业于北京中西医学院临床医学专业。加入中共，担任内蒙古自治区清水河县宏河镇高茂泉村党支部书记。2008年起担任全国人大代表。